# 瓦季涅齊
50°39′47″N 24°53′41″E / 50.66306°N 24.89472°E
瓦季涅齊（烏克蘭語：Ватинець），是烏克蘭的村落，位於該國西部沃倫州，由盧茨克區負責管轄，始建於1577年，面積6.21平方公里，海拔高度212米，2001年人口178，人口密度每平方公里28.66人。